# 나세르 지가
야쿠바 나세르 지가(프랑스어: Yacouba Nasser Djiga, 2002년 11월 15일 ~ )는 프리미어리그 클럽 울버햄프턴 원더러스와 부르키나파소 국가대표팀에서 센터백으로 활약하는 부르키나파소의 프로 축구 선수이다.

## 구단 경력

### 바젤
2021년 여름 이적 시장에서 지가는 프랑스 리그 1과 벨기에 및 스페인 클럽에서 릴 OSC의 관심을 받은 후 스위스 슈퍼리그 팀 바젤과 계약했다. 바젤은 6월 19일에 그의 계약을 발표했다.

#### 님 올랭피크로의 임대
2022년 8월 28일, 지가는 한 시즌 동안 프랑스의 님 올랭피크로 임대 이적했다.

### 츠르베나 즈베즈다
9월 4일, 바젤은 지가가 츠르베나 즈베즈다로 임대되었다고 발표했다.
츠르베나 즈베즈다는 그들과 함께한 첫 시즌에 2023-24년 시즌 세르비아 수페르리가 챔피언이 되었고, 2023-24년 시즌 세르비아 컵에서 우승했다. 2024년 5월 17일, 구단이 그들의 선택을 철회하고 영구 계약을 체결했다고 발표되었다.

### 울버햄프턴 원더러스
2025년 2월 3일, 지가는 2030년까지 계약을 체결하며 프리미어리그 클럽인 울버햄프턴 원더러스에 합류했다.

## 국가대표팀 경력
지가는 2022년 3월 24일, 코소보와의 친선 경기에서 5-0으로 패한 경기에서 부르키나파소 국가대표팀으로 데뷔했다.
2023년 12월 20일, 그는 2023년 아프리카 네이션스컵에 출전하기 위해 위베르 벨뤼가 선정한 27명의 부르키나파소 선수 명단에서 선발되었다.